# Southside (Alabama)
Southside es una ciudad ubicada en los condados de Etowah y Calhoun en el estado estadounidense de Alabama. En el año 2000 tenía una población de 7036 habitantes y una densidad poblacional de 142,1 personas por km².

## Geografía
Southside se encuentra ubicada en las coordenadas 33°54′13″N 86°1′34″O / 33.90361, -86.02611 (33.928258, -87.807990). Según la Oficina del Censo, la localidad tiene un área total de 13,7 km² (5,289575289575 mi²), de la cual 49 km² (18,918918918919 mi²) es tierra y 0,5 km² (0 mi²) (1.0%) es agua.

## Demografía
Según la Oficina del Censo en 2000 los ingresos medios por hogar en la localidad eran de $52,464, y los ingresos medios por familia eran $58,427. Los hombres tenían unos ingresos medios de $41,664 frente a los $29,375 para las mujeres. La renta per cápita para la localidad era de $21,936. Alrededor del 3,1% de la población estaban por debajo del umbral de pobreza.